# Neckar-Dampfschifffahrt

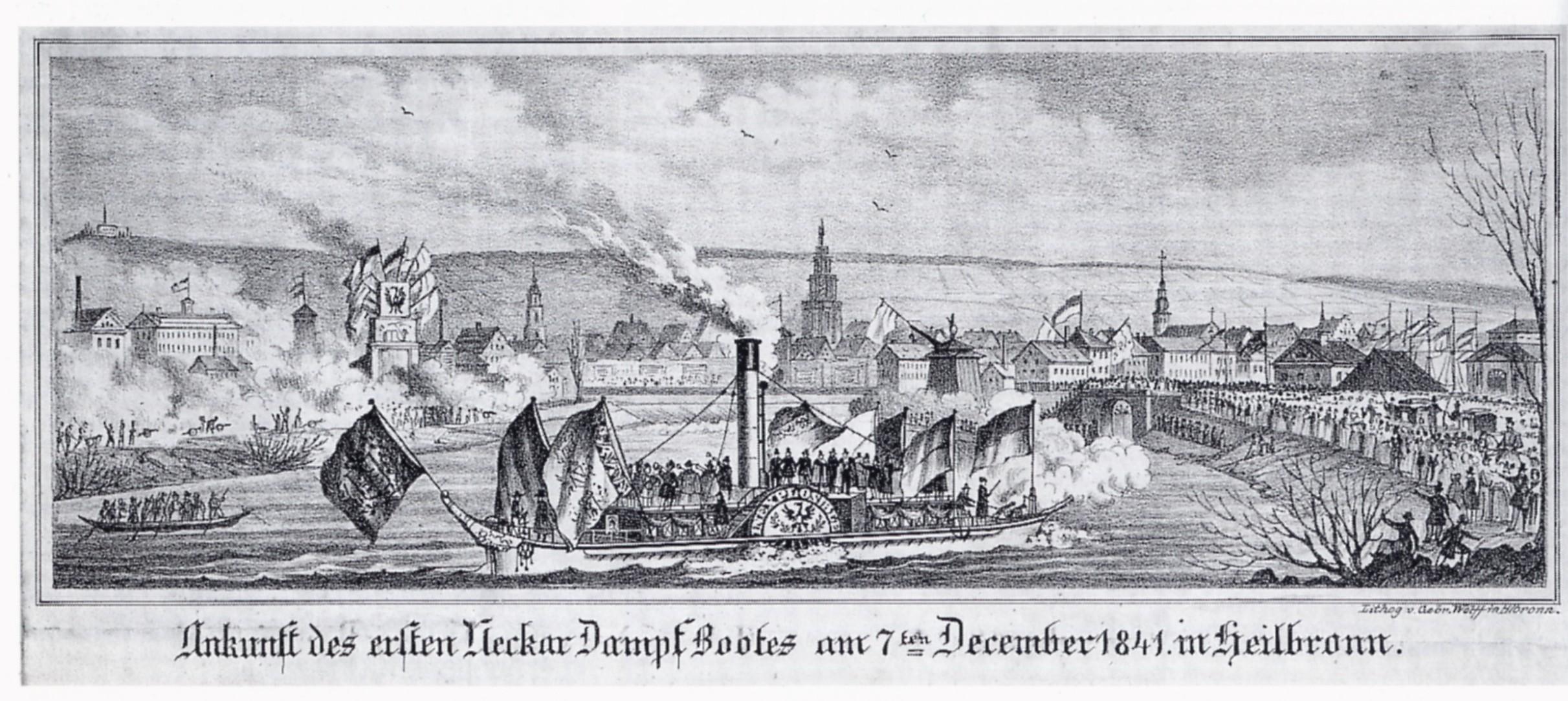
Das erste Dampfschiff vom Typ Inexplosible erreicht 1841 Heilbronn

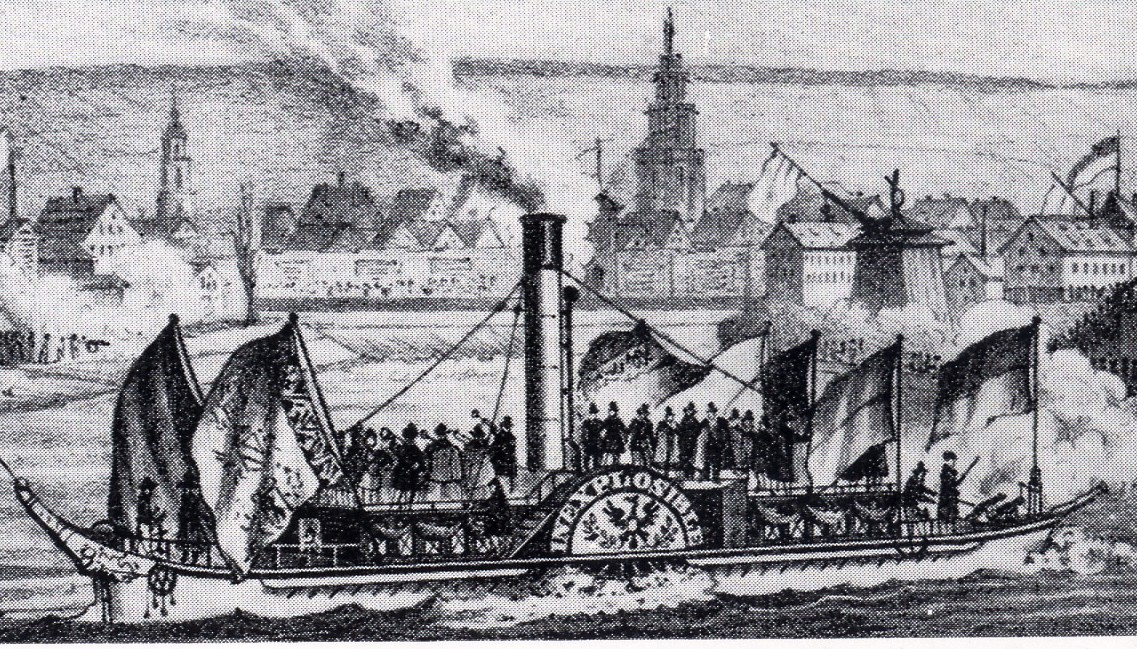
Detailausschnitt: Das Dampfschiff vom Typ Inexplosible (1841)

Die Neckar-Dampfschifffahrt bestand von 1841 bis 1871 und verband Heilbronn und Mannheim mittels Dampfschiffen.

## Geschichte

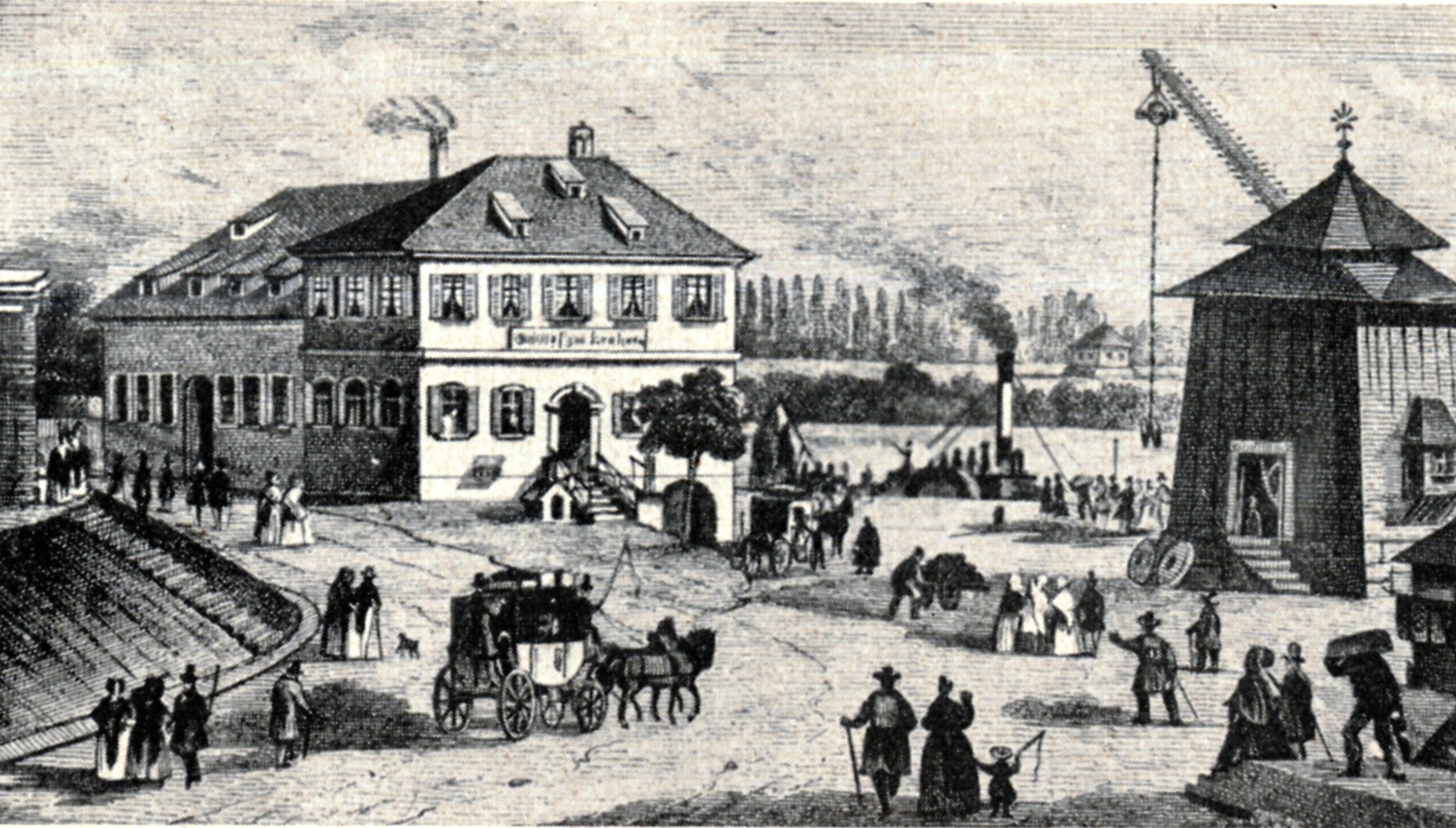
Dampfschiffanlegestelle am Neckar in Heilbronn

1817 wurde in Heilbronn erstmals über die Dampfschifffahrt auf dem Neckar nachgedacht, nachdem es einem englischen Dampfschiff gelungen war, auf dem Rhein bis Köln zu fahren. Die Heilbronner Kaufleute wünschten eine wirtschaftliche Verbindung ins über 100 Flusskilometer entfernte Mannheim. Dampfschiffe galten damals als schnellste Beförderungsmittel und ihre Entwicklung schritt zügig voran. Der damals noch nicht kanalisierte Neckar mit seinen gefährlichen Untiefen und Strömungen stellte die Konstrukteure zunächst vor unlösbare Probleme. Die ersten Versuche und Modellbauten des Heilbronner Kaufmanns L. Bruckmann um 1820 waren von keinem Erfolg gekrönt und wurden mit dem anschließenden Wegzug Bruckmanns eingestellt. 1836 war das Thema erneut spruchreif, da es inzwischen auch für den Neckar tauglich scheinende Dampfschiffe gab. 1838 erfolgte die Ernennung einer stadträtlichen Kommission. 1839 wurde eine Aktiengesellschaft zur Finanzierung der Neckar-Dampfschifffahrt gegründet, die 500 Aktien zu 200 Gulden ausgab, wobei der Stadt Heilbronn 10 % der Aktien gehörten.
Das erste Raddampfschiff wurde von der Stadt Heilbronn bei der Firma Gache fils aimé in Nantes in Auftrag gegeben, deren Schiffe für die Gegebenheiten des Neckars ideal schienen. Der Heilbronner Kaufmann Karl Christoph Reuß (* 8. Januar 1788, † 22. August 1847) hatte Kontakte zur Loire-Schifffahrt und bahnte die Bestellung an. Der Name des Schiffstyps, Inexplosible, nimmt Bezug auf den vermeintlich vor Explosionen geschützten Dampfkessel des Schiffs, da sich in der Frühzeit der Dampfantriebstechnik häufig Unglücke wegen explodierender Kessel ereigneten. Das Schiff verließ als 24. Schiff aus deren Produktion die Werft in Nantes und legte das erste Teilstück seiner Reise in drei Teile zerlegt zurück. In Straßburg wurde das Schiff montiert und fuhr von dort aus eigener Kraft den Rhein hinab und ab Mannheim den Neckar hinauf bis an sein Ziel nach Heilbronn, wo es am 7. Dezember 1841 eintraf. Die Heilbronnern nannten das Schiff Wilhelm. Später folgten noch zwei weitere Schiffe aus Nantes: Leopold und Ludwig.
Die revolutionäre Heilbronner Zeitung Neckar-Dampfschiff benannte sich bei ihrer Gründung 1842 nach dem damals modernsten Heilbronner Verkehrsmittel.
Bereits im Jahr 1842 wurden 24.000 Passagiere befördert, 1852 schon über 50.000. Besonders die Eröffnung der Nordbahn von Stuttgart bis nach Heilbronn im Juli 1848 führte den Dampfschiffen auf dem Neckar zahlreiche Passagiere zu, war es doch nun möglich, per Bahn und Schiff von der württembergischen Landeshauptstadt bis nach Mannheim und weiter rheinabwärts zu reisen. Die Fahrpläne der Züge bis und nach Heilbronn waren auf die Fahrzeiten der Neckarschiffe abgestimmt. In Folge wurden 1850 zwei weitere, größere Heilbronner Neckardampfschiffe der Maschinenfabrik Esslingen in Betrieb genommen: Stadt Heilbronn und Stadt Heidelberg.
Einen beachtlichen Anteil der Fahrgäste stellten Auswanderer; 1854 und 1855 sollen es 8000 bzw. 9000 gewesen sein. Mit Eröffnung der Westbahn 1853, die eine direkte und konkurrenzlos schnelle Eisenbahnverbindung von Stuttgart nach Mannheim herstellte, sank die Zahl der Passagiere drastisch. Letztlich musste die Dampfschifffahrt 1858 verstaatlicht werden, nachdem nur noch 11.800 Passagiere befördert worden waren. Die Benutzung der Neckardampfer erfolgte künftig fast nur noch zu Vergnügungsfahrten, da eilige Reisende die ungleich schnellere Eisenbahn bevorzugten. Die Dampfschifflinien von Sontheim nach Heilbronn und von Heilbronn nach Mannheim bestanden noch bis 1869 bzw. 1871, nachdem die Westliche Gabelbahn 1869 auch eine direkte Eisenbahnverbindung von Heilbronn nach Mannheim vermittelte.
Danach wurde der Fluss für die Treidelkähne der Neckar-Ketten-Schleppschifffahrt genutzt.